# Karl Kießwetter
Karl Ferdinand Kießwetter (* 23. Januar 1930 in Maria Ratschitz; † 21. September 2019 in Ahrensburg) war ein deutscher Mathematiker.

## Leben
Er studierte Mathematik und Physik in Köln, bestand dort 1954 sein Staatsexamen und wurde 1955 in Mathematik bei Guido Hoheisel und Hans Hamburger promoviert. Von 1978 bis 1995 lehrte er als Professor für Erziehungswissenschaft unter besonderer Berücksichtigung der Didaktik der Mathematik in Hamburg. Im Jahr 2018 wurde ihm das Bundesverdienstkreuz am Bande verliehen.

## Schriften (Auswahl)
- Reelle Analysis einer Veränderlichen. Ein Lern- und Übungsbuch. Mannheim 1975, ISBN 3-411-00269-7.
- mit Rolf Rosenkranz: Lösungshilfen für Aufgaben zur reellen Analysis einer Veränderlichen. Mannheim 1976, ISBN 3-411-00270-0.
- als Herausgeber: Mathematische Begabungen. Seelze 1992, ISBN 3-617-24043-7.